# Unterregenbach
Unterregenbach ist ein Weiler der Kleinstadt Langenburg im baden-württembergischen Landkreis Schwäbisch Hall und liegt in Hohenlohe am linken Ufer der Jagst. Die beiden Stadtteile Unterregenbach und Oberregenbach hatten im November 2022 zusammen 130 Einwohner.

## Geschichte

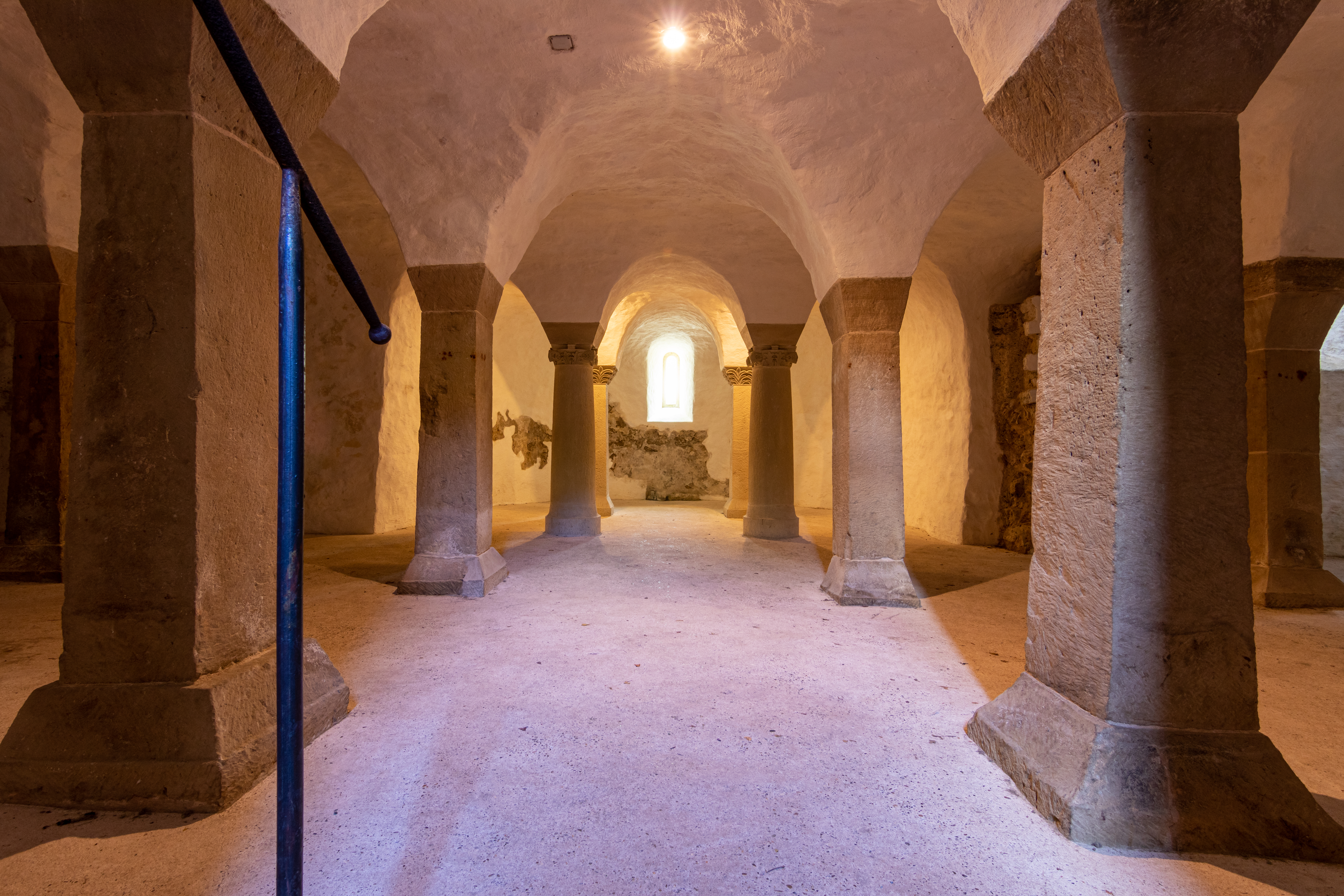
Krypta (Foto: 2019)

Erste Spuren menschlicher Siedlungsbestrebungen werden auf die spätkeltische La-Tène-Zeit datiert. Darauf folgt eine Besiedlungslücke bis ins 8. Jahrhundert, die bis heute nicht erschlossen werden konnte. In fränkischer Zeit befand sich in Unterregenbach offenbar ein mit Mauer und Graben befestigter Herrensitz mit kleiner Saalkirche und Wirtschaftshof. Zwischen 980 und 1020 wurde eine dreischiffige Kirche mit Hallenkrypta unter dem Ost-Querhaus errichtet, die dem Ort vermutlich überregionale Bedeutung einbrachte. Gestiftet wurde diese Große Basilika wahrscheinlich vom schwäbischen Herzogshaus, denn Kaiserin Gisela verschenkte 1033 Teile ihres Unterregenbacher Besitzes als Erbbesitz aus zweiter Ehe mit Ernst I. von Schwaben an das Hochstift Würzburg. Befunde und altes Marktrecht deuten auf einen Wallfahrtsort, der diese Funktion wohl bis in die erste Hälfte des
15. Jahrhunderts innehatte. Theorien, dass die Große Basilika Klosterkirche war, ließen sich hingegen archäologisch nicht erhärten, da Klausur- und Wirtschaftsgebäude fehlen. Es ist anzunehmen, dass sie die Kirche eines Stifts war. Die große Kirche fiel einem Brand zum Opfer und wurde danach nur teilweise wieder aufgebaut. Mitte des 11. Jahrhunderts setzte erneut eine rege Bautätigkeit in Unterregenbach ein, und die älteste kleine Saalkirche wurde durch einen dreischiffigen Bau ersetzt. Zudem wurde ein neuer und größerer Wohnturm errichtet. In den Jahren nach 1200 wurde die verkleinerte Basilika vollständig abgebrochen. Im Winter 2020 wurde die Stiftung Archäologische Erforschung Unterregenbach zur weiteren Klärung der Orts- und Bedeutungsgeschichte gegründet. Vermutet wird, dass der Ort an Bedeutung verlor, als das in Unterregenbach ansässige Geschlecht von Edelfreien bereits vor 1200 seinen Sitz von Unterregenbach auf den strategisch günstigeren langen Berg, das heutige Langenburg, verlegte. In der Folge benannte sich das Geschlecht nach seinem Sitz. Burg und Stadt Langenburg wurden 1226 zum ersten Mal als Langenberg Castrum et oppidum in einer Urkunde des Bischofs von Würzburg erwähnt. Die kleine Basilika wurde anschließend Pfarrkirche, wie einer Urkunde Walthers von Langenberg aus dem Jahre 1226 zu entnehmen ist. Der einstige Herrensitz wandelte sich in der Folgezeit zu einem Bauernhof, um den sich bis ins 16. Jahrhundert 25 Köbler (=landwirtschaftlicher Taglöhner ohne eigenes Gut) ansiedelten.
1581 erhielt die Pfarrkirche ihr heutiges Aussehen. War sie früher der Hl. Maria geweiht, so weihte man sie 1487 dem Hl. Veit. Das Patronat hatten die Herren von Langenburg, dann die Hohenloher. Unterregenbach blieb in der Folgezeit ein unbedeutender Weiler, der aber noch bis um 1700 Marktrechte besaß. Die Pfarrei Unterregenbach erhielt 1579 auch Oberregenbach. Beide Orte gehörten stets zu Langenburg, blieben aber bis heute eine eigene Pfarrei und eine Kirchengemeinde, die bis zum Zusammenschluss mit dem Kirchenbezirk Blaufelden auch zum Kirchenbezirk Langenburg gehörte. Das Pfarramt Unterregenbach betreut heute auch die Nachbarkirchengemeinde Eberbach (Gemeinde Mulfingen).

## Sehenswürdigkeiten

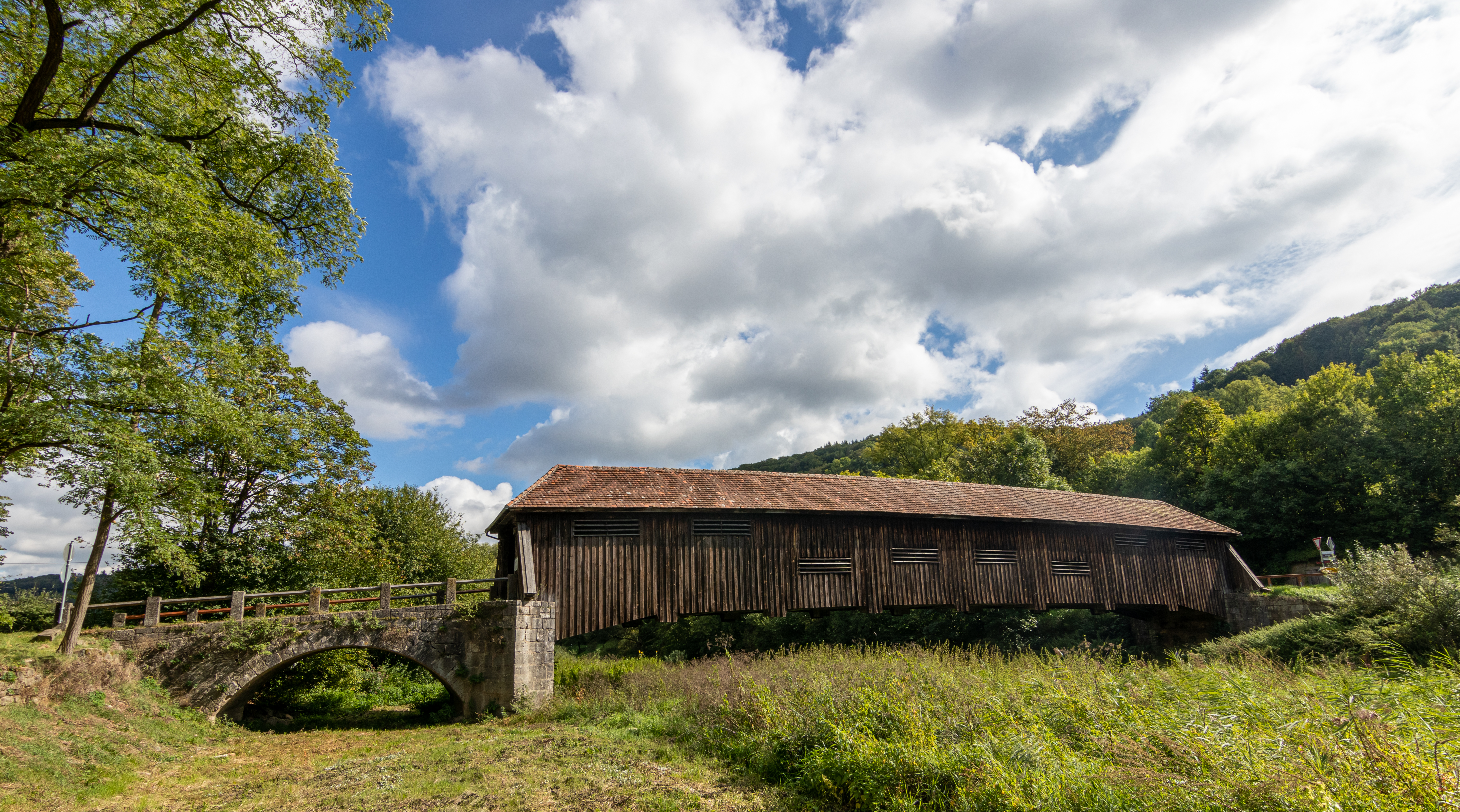
Jagstbrücke (Foto: 2019)

Die gedeckte Holzbrücke über die Jagst ist 60 m lang und 4,75 m breit. Sie wurde 1821/22 errichtet, um Fußgängern und Pferdefuhrwerken bei Hochwasser den Umweg über Oberregenbach zu ersparen. Nach fast 100-jähriger Nutzung drohte die Brücke Anfang des 20. Jahrhunderts einzustürzen, da schwere Fuhrwerke das Bauwerk zu stark belastet hatten. Örtliche Zimmerleute reparierten die Brücke jedoch. Gegen Ende des Zweiten Weltkrieges richteten anrückende amerikanische Soldaten schwere Schäden an der Brücke an, so dass 1958 eine umfassende Renovierung erfolgte, bei der die gesamte Holzkonstruktion erneuert und die Tragfähigkeit auf 9 t erhöht wurde.
Das Grabungsmuseum im alten Schulhaus zeigt Fundstücke und eine Dokumentation der Ausgrabungen in Unterregenbach. Im Keller des heutigen Pfarrhauses ist die Krypta der Regenbacher Basilika aus ottonischer Zeit frei zugänglich. Unter dem Fußboden der Dorfkirche ist noch der Grundriss der karolingischen Saalkirche zu sehen. Im Kircheninneren sind Teile des aufgehenden Mauerwerks der Kleinen Basilika aus dem 11. Jahrhundert zu erkennen.